# Љубомир Стојановић
Љубомир Стојановић (понекад помињан као Љуба Стојановић; Ужице, 6/18. август 1860 — Праг, 16. јун 1930) био је српски филолог, политичар, професор и академик. Стојановић је био редовни члан Српске краљевске академије, оснивач Републиканске странке и први председник њеног Главног одбора.

## Биографија
Завршио је Филозофски факултет Велике школе у Београду, а усавршавао се у Бечу, Петрограду и Лајпцигу. 
Стојановић је најпре био гимназијски професор, а потом професор на Великој школи у Београду од 1891. до 1899. године.
У политику је ушао 1897, као члан Народне радикалне странке. Као оснивач и председник Самосталне радикалне странке, произашле из издвајања млађих радикала из Народне радикалне странке, после 1901. године (странка званично од 1905) био је више пута министар просвете и црквених дела (1903, 1904, 1906, 1909).У два наврата био је и председник самосталске владе (1905-1906). Избори које је спровела самосталска влада Љубомира Стојановића (23. јула 1905), остали су запамћени као најслободнији у низу парламентарних избора спроведених по Уставу од 1903. године. Државни саветник био је од 1910. до 1912, током Првог светског рата
После Првог светског рата Стојановић је био један је од оснивача Републиканске странке и први председник њеног Главног одбора. Од 1913 до 1923. године био је секретар Српске краљевске академије наука, будуће Српске академије наука и уметности; врло активан на научном пољу. Био је члан Управног одбора, односно помоћни старалац Задужбине Симе Андрејевића Игуманова (1920-1930). Стојановић је објавио издања великог броја старих рукописа, докумената, записа, натписа, родослова и писама: Мирослављево јеванђеље, Стари српски натписи и записи (6 књ.), Стари српски родослови и летописи, каталоге рукописа Српске краљевске академије, Народне библиотеке у Београду и друго. Стојановић је објављивао и критички приређена дела Вука Стефановића Караџића, укупно 17 томова, од којих је најзначајнија Вукова преписка. Писао је и приређивао уџбенике граматике за средње школе, студије о старим српским штампаријама, српским црквама од 15. до 16. века, о архиепископу Данилу, а као најзначајније дело издваја се биографија Живот и рад Вука Стефановића Караџића. Први је у научним круговима писао о Благајској плочи.
Описиван је као моралиста у политици: „Други један цензор јавних нарави, Љуба Стојановић, више се бунио на људе што су онакви какви су, него што је испитивао зашто су такви. С његовим, у неку руку, тоталитарним схватањем демократије, на лењир изведене, савршене у поретку и људима, он је у потцењивању свега данашњег полазио од онога што би у далекој будућности једног дана требало бити, зато је свој суд о свему секао као на пању. Прилазити „необрађеним масама“ са тежњом да их разуме и стрпљиво их преображава, он није умео. С тим и таквим непоткупљивим ставовима, Љуба Стојановић ни на који начин није желео удовољавати вољи бирача, и зато је приликом постављања његове кандидационе листе у округу, објашњавања са народом, уместо њега, то морао чинити неко други. Несавитљив у свом моралном аскетизму, независан од свега и свакога и готов на свако лично самопрегоревање, Љуба Стојановић није могао да појми да свако други није у стању да поступа као он, у каквим год приликама био - личним, породичним, с каквом год главом и оптерећењем у глави...“
Објавио је монументално дело о средњовековним српским изворима „Стари српски записи и натписи“ у 6. томова: 1. књига 1902. на 480 страна; 2. 1903. године на 482 стране; 3. 1905. године на 487 страна; 4. 1923. године на 227 страна; 5. 1925. године на 334 стране; 6. 1926. године на 347 страна.
Лазар Томановић је о њему записао да је умро у једном Санаторијуму у Прагу, са жељом да му при сахрани не долазе људи, да нема венаца ни говора. Пошто је волео независност, повукао се из политике у Академију, као њен секретар, да се бави српском историјом. Одбио је државну пензију. Своје велико имање је оставио Српском семинару београдског Универзитета. На Цетињу су се њих двојица (Томановић и Стојановић) срели као два антипода, јер је Стојановић био републиканац, али су имали мирни академски разговор. Томановић је сматрао да је Стојановић у противуречју, јер је био за републику, а изучавао је српску историју.
У Ужицу је постојала његова родна кућа, али је срушена априла 2016. године.
По њему је названа награда коју Матица српска додељује за најбоље мастер радове из области српског језика.

## Одабрана дела
- Стојановић, Љубомир (1883). „Српски родослови и летописи”. Гласник Српског ученог друштва. 53: 1—160.
- Стојановић, Љубомир (1890). „Стари српски хрисовуљи, акти, биографије, летописи, типици, поменици, записи и др.”. Споменик Српске краљевске академије. 3: 1—226.
- Стојановић, Љубомир (1893). „Мирослављево јеванђеље (одломци)”. Споменик Српске краљевске академије. 20: 1—23.
- Стојановић, Љубомир (1896). „Записи и натписи”. Споменик Српске краљевске академије. 30: 37—45.
- Стојановић, Љубомир (1901). Каталог рукописа и старих штампаних књига: Збирка Српске краљевске академије (PDF). Београд: Српска краљевска академија.
- Стојановић, Љубомир (1902). Старе српске штампарије. Београд: Штампарија Петра Јоцковића.
- Стојановић, Љубомир (1902). Стари српски записи и натписи: 1 (PDF). Зборник за историју, језик и књижевност српског народа: Прво одељење. 1. Београд: Српска краљевска академија.
- Стојановић, Љубомир (1903). Стари српски записи и натписи: 2 (PDF). Зборник за историју, језик и књижевност српског народа: Прво одељење. 2. Београд: Српска краљевска академија.
- Стојановић, Љубомир (1903). Каталог Народне библиотеке у Београду, 4: Рукописи и старе штампане књиге. Београд: Српска државна штампарија.
- Стојановић, Љубомир (1903). „Прилози ка библиографији старих српских штампаних књига”. Глас Српске краљевске академије. 66: 1—24.
- Стојановић, Љубомир (1905). Стари српски записи и натписи: 3 (PDF). Зборник за историју, језик и књижевност српског народа: Прво одељење. 3. Београд: Српска краљевска академија.
- Стојановић, Љубомир (1908). „Александријска ера у старој српској хронологији”. Сборникъ статей посвященныхъ почитателями академику и заслуженному профессору В. И. Ламанскому. 2. Санктпетербургъ: Типографiя Императорской академiи наукъ. стр. 828—835.
- Стојановић, Љубомир (1920). Републикански погледи на неколико савремених питања. Београд: Издавачка књижара Геце Кона.
- Стојановић, Љубомир (1923). Стари српски записи и натписи: 4 (PDF). Зборник за историју, језик и књижевност српског народа: Прво одељење. 10. Београд: Српска краљевска академија.
- Стојановић, Љубомир (1924). Живот и рад Вука Стеф. Караџића (26. окт. 1787 † 26. јан. 1864). Београд: Штампарија Макарије.
- Стојановић, Љубомир (1925). Стари српски записи и натписи: 5. Зборник за историју, језик и књижевност српског народа: Прво одељење. 11. Београд: Српска краљевска академија.
- Стојановић, Љубомир (1926). Стари српски записи и натписи: 6. Зборник за историју, језик и књижевност српског народа: Прво одељење. 14. Београд: Српска краљевска академија.
- Стојановић, Љубомир (1927). Стари српски родослови и летописи (PDF). Зборник за историју, језик и књижевност српског народа: Прво одељење. 16. Београд: Српска краљевска академија.
- Стојановић, Љубомир (1929). Старе српске повеље и писма: Књига I. Дубровник и суседи његови: Први део (PDF). Зборник за историју, језик и књижевност српског народа: Прво одељење. 19. Београд: Српска краљевска академија.
- Стојановић, Љубомир (1934). Старе српске повеље и писма: Књига I. Дубровник и суседи његови: Други део. Зборник за историју, језик и књижевност српског народа: Прво одељење. 24. Београд: Српска краљевска академија.